# George John
George John est un joueur de soccer américain né le 20 mars 1987 à Shoreline dans l'État de Washington. Il évolue au poste de défenseur avec le New York City FC en MLS.

## Biographie
Le 13 janvier 2012, il est prêté avec option d'achat en Angleterre à West Ham.

## Palmarès
vierge